# Mezzanego
Mezzanego (ligurisch Mezànego) ist eine italienische Gemeinde in der Metropolitanstadt Genua mit 1533 Einwohnern (Stand 31. Dezember 2023).

## Lage

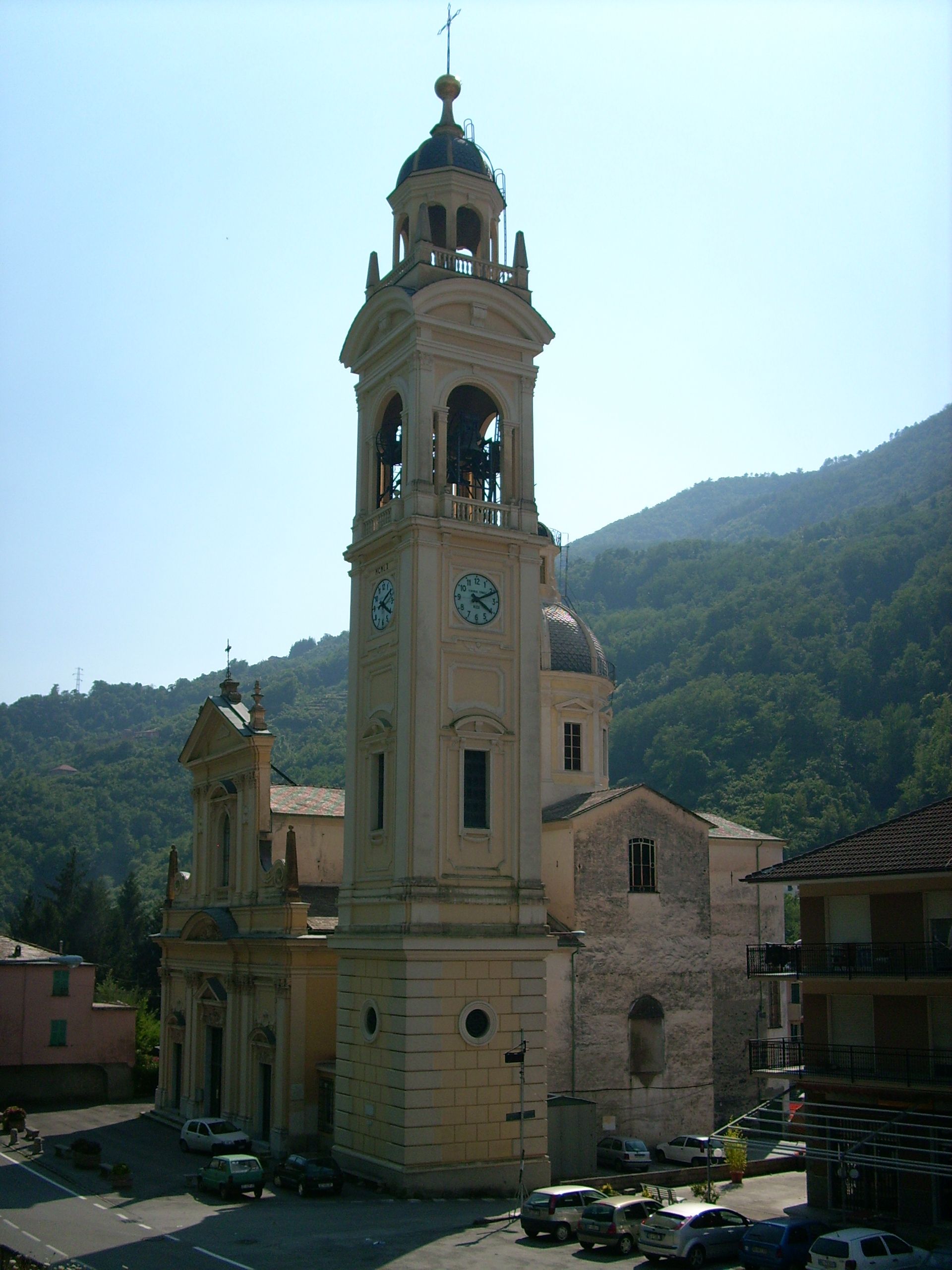
Kirche von Borgonovo - Mezzanego

Die Gemeinde liegt am Bach Sturla im gleichnamigen Tal. Die Entfernung zu der ligurischen Hauptstadt Genua beträgt circa 57 Kilometer.
Zusammen mit vier weiteren Kommunen bildet Mezzanego die Comunità Montana Valli Aveto, Graveglia e Sturla und liegt mit seinem Gemeindeland im Naturpark Aveto.
Nach der italienischen Klassifizierung bezüglich seismischer Aktivität wurde Mezzanego der Zone 3 zugeordnet. Das bedeutet, dass sich die Gemeinde in einer seismisch wenig aktiven Zone befindet.